# 104e division d'infanterie (États-Unis)
Pour les articles homonymes, voir 104e division.
La 104e division d'infanterie des États-Unis  est une division de l'armée américaine créé en 1921. Elle participa à la Seconde Guerre mondiale en combattant en France, aux Pays-Bas, en Belgique et dans la partie ouest de l'Allemagne. Après la guerre, cette division est réorganisée principalement comme division de formation pour les forces de réserve.

## Récompense
La division s'est vu attribuer la Army Superior Unit Award pour la période du 1er janvier 2005 au 31 décembre 2006.